# Vaidehi
Vaidehi (Vaidehi : Ek Aur Agni Pareeksha) est une série télévisée indienne en 54 épisodes de 23 minutes, produite par l'actrice bollywoodienne Aruna Irani et diffusée entre le 5 juin et le 28 décembre 2006 sur Sony TV.
La série fut doublée en français et diffusée au Sénégal sur 2sTV.

## Synopsis
Vaidehi est une douce jeune femme de 21 ans, issue de classe moyenne vivant seule avec son père veuf et sa sœur. Elle n'inspire qu'à rencontrer un jour le prince charmant et fondé sa propre famille. Son rêve ne peut se réaliser à cause de sa condition de vie modeste. Mais un jour, Aryan Jaisingh, l'homme le plus riche de la ville, la demande en mariage...
Aryan et Vaidehi finissent par se marier, et Vaidehi se sent la femme la plus heureuse du monde... Elle ne sait pas que sa vie va totalement basculer le jour où elle découvrira qu'Aryan est impuissant. Vaidehi finit par voir le vrai visage de son mari lors d'un incendie : elle sait quel est le destin qui l'attend. Apparaît alors Neel, le frère adoptif d'Aryan, qui désire tuer ce dernier, car Neel et Vaidehi s'aiment. Ils décident de s'enfuir ensemble. Ils se marient, mais Aryan les trouvent et tue Neel et Vaidehi, qui fit tout pour se venger de son ex-mari Aryan. Neel ne va pas mourir, et Vaidehi va créer le personnage Vairafi (elle-même) pour se venger. Aryan va remarquer que Vairafi, la personne qui vend les roses au poteau du feu rouge, ressemble à Vaidehi exactement. Il va lui donner beaucoup d'argent pour qu'elle vient avec lui et qu'elle joue le rôle de Vaidehi pendant 7 jours. Elle accepte, et tout le monde à la maison des Jaising apprécie. À la fin, il va découvrir que Vairafi est Vaidehi, et qui donc n'est pas morte dans un accident. Ils vont se rassembler, Sita, Neel et Vaidehi, pour se venger de Aryan et son père. Aryan va prouver qu'il a tué Neel et Akach l'entend et le met en prison. Harshvardhan Jaisingh va finir aussi en prison. Neel et Vaidehi vont vivre heureux tous les deux dans leur maison.

## Distribution
- Pallavi Kulkarni : Vaidehi Jaisingh, une pétillante jeune femme de 21 ans.
- Sachin Sharma : Aryanvardhan « Aryan » Jaisingh, l'époux machiavélique de Vaidehi.
- Manav Gohil (en) : Neel Ahnigotri, frère adoptif d'Aryan, qui connait une histoire d'amour avec Vaidehi.
- Kiran Kumar (en) : Harshvardhan « Harsh » Jaisingh, le père d'Aryan, l'homme le plus riche de la ville.
- Aruna Irani : Sitadevi « Sita » Jaisingh, l'épouse d'Harsh depuis 35 ans qui devient une précieuse alliée de Vaidehi.
- Gulrez Khan : Yashvardan « Yash » Jaisingh, frère d'Aryan.
- Namrata Thapa : Maithili Jaisingh, l'épouse de Yash.
- Ashlesha Sawant (en) : Bhumija Jaisingh, sœur d'Aryan qui se lie d'amitié avec Vaidehi.
- Sushmita Daan : Arundhati, une journaliste dont le but est de démasquer les Jaisingh.
- Neetha Shetty (en) : Natasha Jaisingh, sœur cadette d'Aryan.
- Snigdha Akolkar (en) : Janki, ex-épouse d'Aryan, qui se faisait passer pour morte.
- Vivan Bhatena (en) : Akash Jaisingh, jeune frère policier d'Aryan.